# عداب الحمش
عداب بن محمود الحمش (مواليد 1949 بحماة، سوريا) داعية إسلامي.

## سيرته
غادر من سوريا عام 1978 عندما كانت السلطات السورية تلاحقه بتهمة انتمائه إلى جماعة الاخوان المسلمين المحظورة في سوريا، ومن أشهر شيوخه محمد سليمان الشندويلي شيخ قرَّاء مسجد الحسين في القاهرة. وأقام في السعودية وأكمل دراسته الجامعية ثم دراسة الماجستير وعمل مدرسا فيها قبل أن يتم أبعاده عن المملكة العربية السعودية عام 1991 نتيجة انتقاده لبعض العلماء بفتوى موافقة الحكومة لشن هجمات ضد العراق"[بحاجة لمصدر] ولم يلقى هذا الاعتراض من الحكومة السعودية إلا أن قامت بتسفيره من البلاد.
ذهب إلى العراق واقام فيها عدة سنوات وعمل استاذا في جامعة صدام للعلوم الإسلامية ببغداد وخطيبا في بعض المساجد، كمسجد وجامع (بنية)في منطقة العلاوي ومسجد وجامع (المثنى) في منطقة القاهرة ببغداد. في التسعينيات ثار عليه شيوخ من المسلمين السنة عندما القى خطبته المشهورة (بذات البطاقات) في جامع (أم الطبول ببغداد) وكان يتردد طلاب العلم إلى مجالسه من شتى المذاهب. وله آراء في الحوار الإسلامي والمذهبي ناقشها مع علماء السنة والشيعة في العراق حول ضرورة الحوار مع بعضهم البعض تديناً وليس مجاملة للتنبيه إلى الاخطاء التي يقعون بها جميعاً بدلاً من محاربة بعضهم البعض. ردت أطروحة الدكتوراه التي تقدم بها بعنوان(الوحدان من رواة الصحيحين ومروياتهم في الكتب الستة الأصول)بعد مناقشتها من قبل اللجنة المناقشة برئاسة الأستاذ الدكتور حارث الضاري لعدم قناعة بعض أعضاء اللجنة فضلاً عن رئيسها بمنهجه العام. وقد طلب [الباحث] من اللجنة عرض الرسالة على مختصين في علم الحديث نظراً لدقة موضوع الرسالة وتخصصها في علمي الرجال والعلل ولكن لم يتم ذلك. استطاع المؤلف في فترة وجيزة من كتابة اطروحة جديدة بعنوان (الإمام الترمذي ومنهجه في كتابه الجامع) بإشراف الأستاذ الدكتور [[مصطفى إبراهيم الزلمي]] وتم مناقشة الرسالة من قبل لجنة أخرى برئاسة الأستاذ الدكتور عبد الستار حامد الدباغ وحصل على الدكتوراه في الحديث بامتياز. وقد تلمذ له عدد كبير من طلبة العلم في العراق (في الجامعة والمسجد والبيت) وأخذوا عنه علوماً مختلفة أهمها القرآن الكريم قراءةً وإقراءً، وعلوم الحديث روايةً ودرايةً، وعلوم الفقه والأصول والمنطق واللغة، وقد أجاز عدداً كبيراً من طلبة العلم في القرآن الكريم والحديث الشريف. وهو خطيب وشاعر.
غادر العراق عام 2000 إلى الأردن وهو مقيم في [مدينة عمان] ويعمل حاليا في مجال [البحث العلمي].

## المناصب التي شغلها
عمل أستاذا ومستشارا في عدد من الجامعات الإسلامية في العالم العربي، حاصل على شهادة الدكتوراه في الحديث وعلومه من جامعة بغداد كما حصل على شهادة الماجستير من جامعة أم القرى بمكة المكرمة، وله شهادات تقديرية عديدة وجوائز شعرية أيضا. == ومن تلامذه في الأردن== المفكر الإسلامي الكبير المهندس أسعد تيّم. والدكتور عبد الرزاق أبو البصل. وقد تتلمذ عنده بعض الشباب من مختلف المشارب والمذاهب ومنهم السلفيون وغيرهم وقد استطاع إقناعهم من خلال غزارة علمه وتنوع مصادره وحريته الفكرية بالعدول عن الجمود والرأي الواحد وقد أثبت لطلابه أن العلم الشرعي بحاجة إلى عقول أكبر من العقول الجامدة والبسيطة التي تتصدر في الغالب للتشريع والإفتاء بين الناس وأن دراسة العلوم الشرعية عمل يجب أن تنهض بعبئه مؤسسات كبيرة تتمتع بالمقدرة الكبيرة والحرص والتجرد لطلب الحق وبذلك تحل معضلة اختلاف المذاهب الإسلامية الناشئة عن انغلاق كل فرقة على ما عندها وعد قبول الآخر.

## مؤلفاته
من مؤلفاته المطبوعة:
1. النور المحمدي بين غلو الغالين وهدي الكتاب المبين[2]
2. الشعر في الإسلام
3. ثعلبة بن حاطب الصحابي المفترى عليه. نسخة محفوظة 5 أبريل 2018 على موقع واي باك مشين.[3]
4. رواة الحديث الذين سكت عليهم أئمة الجرح والتعديل.[4]
5. محاضرات في تخريج الحديث ونقده[5]
6. المهدي المنتظر في روايات أهل السنة والشيعة الامامية.[6]
7. الإمام الترمذي ومنهجه في كتابه الجامع (في ثلاثة أجزاء).[7]